# Virginie Marie
Virginie Marie (ur. 24 kwietnia 1978) – francuska judoczka. Startowała w Pucharze Świata w latach 1997–1999, 2001–2003, 2005 i 2006. Brązowa medalistka igrzysk śródziemnomorskich w 2001. Mistrzyni Francji w 2001 i 2002 roku.